# Aníbal Chalá
Aníbal Hernán Chalá Ayoví (ur. 9 maja 1996 w Mirze) – ekwadorski piłkarz występujący na pozycji lewego obrońcy lub lewego pomocnika, reprezentant Ekwadoru, od 2023 roku zawodnik Emelecu.
Jego brat Leodán Chalá również jest piłkarzem.